# S/2020 S 1
S/2020 S 1 es un satélite natural de Saturno descubierto por Scott S. Sheppard, David C. Jewitt, Jan T. Kleyna, Edward J. Ashton, Brett J. Gladman, Jean-Marc Petit y Mike Alexandersen en 2020 utilizando el telescopio Subaru en los observatorios de Mauna Kea. Fue anunciado por el Centro de Planetas Menores el 3 de mayo de 2023 luego de un periodo de 20 observaciones entre el 14 de diciembre de 2004 y el 8 de julio de 2021 en el que se confirmó la órbita del satélite.

## Características orbitales
S/2020 S 1 orbita a Saturno en 450.83 días (1 año y 85 días) con un semieje mayor de 11 370 000 km. Su excentricidad orbital es de 0.461 y su inclinación orbital es de 47.0°.
S/2020 S 1 es parte del grupo Inuit, un cúmulo dinámico de satélites irregulares prógrados de Saturno que siguen órbitas similares.

## Características físicas
Tiene un diámetro de aproximadamente 2 kilómetros para una magnitud absoluta de 15,9.